# Kobiana
El kobiana (Cobiana) o buy (Uboi) és una llengua senegambiana del Senegal i Guinea Bissau. Forma part de la llista de llengües en perill identificades per la UNESCO. És parlada per uns quants centenars d'ancians i les xifres varien segons les fonts. La UNESCO informa de 600 parlants en 1998 i la Universitat de Laval no en compta més de 400. Els parlants sovint també coneixen el mandjak, però no hi ha reciprocitat.